# Стандартна міжнародна торговельна класифікація
Стандартна міжнародна торгова класифікація (СМТК) – це класифікація товарів, яка використовується для класифікації експорту та імпорту країни, щоб порівняти різні країни та роки. Система класифікації підтримується Організацією Об'єднаних Націй. Класифікація SITC зараз знаходиться в четвертій редакції, яка була оприлюднена у 2006 році.
SITC рекомендовано лише для аналітичних цілей – замість цього рекомендується збирати та компілювати статистику торгівлі в Гармонізованій системі.
Наступний витяг взятий зі Статистичного відділу ООН, відділення статистики міжнародної торгівлі:
«Для складання статистики міжнародної торгівлі щодо всіх товарів, що надходять у міжнародну торгівлю, та для сприяння міжнародній порівнянності статистики міжнародної торгівлі. Товарні групи SITC зображають (a) матеріали, що використовуються у виробництві, (b) стадію перероблення, (c) ринкові практики та використання продукції, (d) важливість товарів з точки зору світової торгівлі та (e)) технологічні зміни» 

## Дивись також
- Гармонізована система
- Широкі економічні категорії
- Комбінована номенклатура

## зовнішні посилання
- Завантажити список продуктів у SITC зі Світового банку